# Post-metal
Post-metal je muzički žanr koji spaja elemente post roka i hevi metala. Karakterišu ga spušteni štimovi, distortirane gitare, teška atmosfera i minimalizam na polju pevanja. Nastao je početkom 21. veka, a za prvi bend ovog žanra smatra se bend Isis, dok se bendovi Neurosis, Melvins i Godflesh smatraju inspiracijom za nastanak ovog žanra.
Najjednostavniji način da se opiše ovaj žanr je kao kombinacija post roka i hevi metala. Sam zvuk predstavlja mešavinu mračnog i svetlog, odnosno čvrstog metal zvuka sa teškim vokalima i laganih melodija post roka, što čini da su pesme u ovom žanru spore i teške.
Tipična instrumentalna postavka uključuje dve ili tri električne gitare, bas gitaru, bubanj i sintesajzer. Većina grupa se bazira na instrumentalnom zvuku, dok neke imaju vokale koji su uglavnom teški i inspirisani "vikanim" vokalima prisutnim u hardkor panku. Tekstovi pesama, ako su prisutni, uglavnom su inspirisani metafizikom i egzistencijalizmom, dok se teme bave nezadovoljstvom i kritikom ljudskog mentaliteta.

## Predstavnici
-{
- Battle of Mice
- Burst
- Cult of Luna
- Dirge
- Intronaut
- Isis
- Mouth of the Architect
- Pelican
- Rosetta
- Russian Circles
- Sunn 0)))
- Thy Catafalque
- Tool

}-